# Alicia Crespí González
María Alicia Crespí González (Pontevedra, 24 de octubre de 1922 - Madrid, 31 de mayo de 2012) fue una científica y profesora española, primera catedrática de una escuela técnica superior de España.

## Trayectoria
Nieta de Antonio Crespí Más, secretario del Instituto de Pontevedra, por el lado paterno y de Avelina Pérez Vázquez por el lado materno. Estudió en el colegio de las Doroteas. Inició su carrera en química en la Universidad de Santiago de Compostela y terminó en Madrid, donde también hizo su doctorado. 
Fue profesora de Ingeniería Eléctrica, Iluminación y Acondicionamiento, y Técnicas Acústicas en la Escuela Técnica Superior de Arquitectura de Madrid, investigadora del Patronato de Energía Nuclear y profesora de Materias Primas en la Escuela de Comercio de Ciudad Real.
Se casó con Ángel González Ferrero. Falleció el 31 de mayo de 2012 a los 89 años en Madrid. Dejó al Museo de Pontevedra 840.000 euros y una colección de arte.